# Saison 1989-1990 des Bulls de Chicago
La saison 1989-1990 des Bulls de Chicago est la 24e saison de basket-ball de la franchise américaine de la National Basketball Association (généralement désignée par le sigle NBA).
Malgré leur participation en playoffs la saison dernière, les Bulls ont limogé l’entraîneur, Doug Collins, et l’ont remplacé par Phil Jackson. Sous Jackson, les Bulls terminent la saison régulière avec un bilan de 55-27, avec une moyenne de 109,5 points inscrits par match, ainsi que Michael Jordan, avec 33,6 points par match. Décrochant la seconde place dans la Division Centrale et une troisième place pour les playoffs, les Bulls ont défait les Bucks de Milwaukee 3-1 au premier tour, puis ont battu les 76ers de Philadelphie, 4-1 en demi-finale. Ils se qualifient pour la finale de la Conférence Est, avant de perdre la série en sept matchs contre le futur champion NBA, les Pistons de Détroit, qui les avaient éliminés la saison précédente déjà.
Le 28 mars 1990, Jordan a marqué 69 points contre les Cavaliers de Cleveland, soit le meilleur total de points obtenu par un joueur NBA depuis les 73 points de David Thompson, en 1978, contre les Pistons de Détroit. Scottie Pippen a fait sa première apparition au NBA All-Star Game en compagnie de Jordan.

## Draft
| Tour | Choix | Joueur          | Poste | Nationalité | Provenance       |
| ---- | ----- | --------------- | ----- | ----------- | ---------------- |
| 1    | 6     | Stacey King     | C     | États-Unis  | Oklahoma         |
| 1    | 18    | B. J. Armstrong | PG    | États-Unis  | Iowa             |
| 1    | 20    | Jeff Sanders    | F     | États-Unis  | Georgia Southern |

## Classements de la saison régulière
| Conférence Est | Conférence Est         | Conférence Est | Conférence Est | Conférence Est |
| No             | Franchise              | Vic.           | Déf.           | PCT            |
| -------------- | ---------------------- | -------------- | -------------- | -------------- |
| 1              | Pistons de Détroit     | 59             | 23             | 72.0           |
| 2              | Knicks de New York     | 52             | 30             | 63.4           |
| 3              | Bulls de Chicago       | 55             | 27             | 67.1           |
| 4              | Hawks d'Atlanta        | 52             | 30             | 63.4           |
| 5              | Bucks de Milwaukee     | 49             | 33             | 59.8           |
| 6              | Bucks de Milwaukee     | 44             | 38             | 53.7           |
| 7              | Cavaliers de Cleveland | 42             | 40             | 51.2           |
| 8              | Pacers de l'Indiana    | 42             | 40             | 51.2           |
|                |                        |                |                |                |
| 9              | Hawks d'Atlanta        | 41             | 41             | 50.0           |
| 10             | Pacers de l'Indiana    | 28             | 54             | 34.1           |
| 11             | Nets du New Jersey     | 26             | 56             | 31.7           |
| 12             | Magic d'Orlando        | 18             | 64             | 22.0           |

| Division Centrale      | V  | D  | PCT  | GB |
| ---------------------- | -- | -- | ---- | -- |
| Pistons de Détroit     | 59 | 23 | 72.0 | -  |
| Bulls de Chicago       | 55 | 27 | 67.1 | 4  |
| Bucks de Milwaukee     | 44 | 38 | 53.7 | 15 |
| Cavaliers de Cleveland | 42 | 40 | 51.2 | 17 |
| Pacers de l'Indiana    | 42 | 40 | 51.2 | 17 |
| Hawks d'Atlanta        | 41 | 41 | 50.0 | 18 |
| Magic d'Orlando        | 18 | 64 | 22.0 | 41 |

## Effectif
| Effectif des Bulls de Chicago 1989-1990 |
| --- |
| 5 John Paxson • 10 B. J. Armstrong • 11 Clifford Lett • 14 Craig Hodges • 15 Jack Haley • 22 Charles Davis • 23 Michael Jordan • 24 Bill Cartwright • 32 Will Perdue • 33 Scottie Pippen • 34 Stacey King • 42 Jeff Sanders • 45 Ed Nealy • 54 Horace GrantEntraîneur : Phil Jackson |

## Playoffs

### Premier tour
(3) Bulls de Chicago vs. (6) Bucks de Milwaukee : Chicago remporte la série 3-1
- Game 1 @ Chicago Stadium, Chicago : Chicago 111, Milwaukee 97
- Game 2 @ Chicago Stadium, Chicago : Chicago 109, Milwaukee 102
- Game 3 @ Bradley Center, Milwaukee : Milwaukee 119, Chicago 112
- Game 4 @ Bradley Center, Milwaukee : Chicago 110, Milwaukee 86

### Demi-finale de conférence
(2) 76ers de Philadelphie vs. (3) Bulls de Chicago : Chicago remporte la série 4-1
- Game 1 @ Chicago Stadium, Chicago : Chicago 96, Philadelphie 85
- Game 2 @ Chicago Stadium, Chicago : Chicago 101, Philadelphie 96
- Game 3 @ The Spectrum, Philadelphie : Philadelphie 118, Chicago 112
- Game 4 @ The Spectrum, Philadelphie : Chicago 111, Philadelphie 101
- Game 5 @ Chicago Stadium, Chicago : Chicago 117, Philadelphie 99

### Finale de conférence
(1) Pistons de Détroit vs. (3) Bulls de Chicago : Chicago s'incline sur la série 3-4
- Game 1 @ The Palace of Auburn Hills, Auburn Hills : Détroit 86, Chicago 77
- Game 2 @ The Palace of Auburn Hills, Auburn Hills : Détroit 102, Chicago 93
- Game 3 @ Chicago Stadium, Chicago : Chicago 107, Détroit 102
- Game 4 @ Chicago Stadium, Chicago : Chicago 108, Détroit 101
- Game 5 @ The Palace of Auburn Hills, Auburn Hills : Détroit 97, Chicago 83
- Game 6 @ Chicago Stadium, Chicago : Chicago 109, Détroit 91
- Game 7 @ The Palace of Auburn Hills, Auburn Hills : Détroit 93, Chicago 74

## Statistiques

### Saison régulière
| Joueur          | MJ | MC | MPG  | FG%  | 3P%  | FT%   | RPG | APG | SPG | BPG | PPG  |
| --------------- | -- | -- | ---- | ---- | ---- | ----- | --- | --- | --- | --- | ---- |
| B. J. Armstrong | 81 | 0  | 15.9 | .485 | .500 | .885  | 1.3 | 2.5 | 0.6 | 0.1 | 5.6  |
| Bill Cartwright | 71 | 71 | 30.4 | .488 |      | .811  | 6.5 | 2.0 | 0.5 | 0.5 | 11.4 |
| Charles Davis   | 53 | 0  | 8.1  | .367 | .280 | .875  | 1.5 | 0.3 | 0.2 | 0.2 | 2.5  |
| Horace Grant    | 80 | 80 | 34.4 | .523 |      | .699  | 7.9 | 2.8 | 1.2 | 1.1 | 13.4 |
| Jack Haley      | 11 | 0  | 5.3  | .450 |      | 1.000 | 1.6 | 0.4 | 0.0 | 0.1 | 2.3  |
| Craig Hodges    | 63 | 0  | 16.7 | .438 | .481 | .909  | 0.8 | 1.7 | 0.5 | 0.0 | 6.5  |
| Michael Jordan  | 82 | 82 | 39.0 | .526 | .376 | .848  | 6.9 | 6.3 | 2.8 | 0.7 | 33.6 |
| Stacey King     | 82 | 2  | 21.7 | .504 | .000 | .727  | 4.7 | 1.1 | 0.5 | 0.7 | 8.9  |
| Clifford Lett   | 4  | 0  | 7.0  | .250 |      |       | 0.0 | 0.3 | 0.0 | 0.0 | 1.0  |
| Ed Nealy        | 46 | 0  | 10.9 | .529 | .000 | .732  | 3.0 | 0.6 | 0.3 | 0.1 | 2.3  |
| John Paxson     | 82 | 82 | 28.8 | .516 | .359 | .824  | 1.5 | 4.1 | 1.0 | 0.1 | 10.0 |
| Will Perdue     | 77 | 11 | 11.5 | .414 | .000 | .692  | 2.8 | 0.6 | 0.2 | 0.3 | 3.8  |
| Scottie Pippen  | 82 | 82 | 38.4 | .489 | .250 | .675  | 6.7 | 5.4 | 2.6 | 1.2 | 16.5 |
| Jeff Sanders    | 31 | 0  | 5.9  | .325 |      | .500  | 1.3 | 0.3 | 0.1 | 0.1 | 0.9  |

### Playoffs
| Joueur          | MJ | MC | MPG  | FG%   | 3P%  | FT%   | RPG | APG | SPG | BPG | PPG  |
| --------------- | -- | -- | ---- | ----- | ---- | ----- | --- | --- | --- | --- | ---- |
| B. J. Armstrong | 16 | 0  | 13.6 | .339  | .000 | .917  | 1.3 | 1.8 | 0.6 | 0.0 | 4.0  |
| Bill Cartwright | 16 | 16 | 28.9 | .413  |      | .674  | 4.7 | 1.0 | 0.3 | 0.3 | 8.1  |
| Charles Davis   | 6  | 0  | 3.3  | .286  | .000 |       | 0.5 | 0.2 | 0.0 | 0.0 | 0.7  |
| Horace Grant    | 16 | 16 | 38.5 | .509  | .000 | .623  | 9.9 | 2.5 | 1.1 | 1.1 | 12.2 |
| Craig Hodges    | 16 | 1  | 15.9 | .378  | .293 | .750  | 1.1 | 1.1 | 0.3 | 0.0 | 4.4  |
| Michael Jordan  | 16 | 16 | 42.1 | .514  | .320 | .836  | 7.2 | 6.8 | 2.8 | 0.9 | 36.7 |
| Stacey King     | 16 | 2  | 17.6 | .407  | .000 | .766  | 3.2 | 0.6 | 0.4 | 0.5 | 6.9  |
| Ed Nealy        | 15 | 0  | 15.2 | .472  | .000 | .619  | 3.5 | 0.3 | 0.7 | 0.1 | 3.1  |
| John Paxson     | 15 | 15 | 26.3 | .425  | .444 | 1.000 | 1.5 | 3.6 | 0.6 | 0.0 | 6.1  |
| Will Perdue     | 13 | 0  | 6.0  | .464  | .500 | .722  | 1.5 | 0.2 | 0.0 | 0.4 | 3.1  |
| Scottie Pippen  | 15 | 14 | 40.8 | .495  | .323 | .710  | 7.2 | 5.5 | 2.1 | 1.3 | 19.3 |
| Jeff Sanders    | 3  | 0  | 1.0  | 1.000 |      |       | 0.0 | 0.0 | 0.0 | 0.0 | 0.7  |

## Récompenses
- Craig Hodges, Vainqueur du Three-point Contest
- Michael Jordan, All-NBA First Team
- Michael Jordan, NBA All-Defensive First Team
- Stacey King, NBA All-Rookie Second Team
- Michael Jordan, NBA All-Star Game
- Scottie Pippen, NBA All-Star Game